# Damariscotta
Damariscotta è un comune statunitense dello stato del Maine, sito nella Contea di Lincoln.
Damariscotta è un'estrema corruzione del termine algonchino "Madamescontee", che significa "località con abbondanza di alose" (un genere di pesci della famiglia Clupeidae, cui appartengono anche aringhe e sardine), che scelgono il lago di Damariscotta per la riproduzione.

## Storia
La zona fu una volta abitata dai Wawenock (o Walinakiak, che significa "Popolo delle baie") che lasciarono cumuli di gusci di ostriche vecchi di 2 500 anni lungo le rive del fiume Damariscotta. Tali cumuli di "spazzatura antica" sono oggi considerati luoghi storici.
La terra divenne parte del Pemaquid Patent, garantita dal Consiglio di Plymouth nel 1631 a Robert Aldsworth e Gyles Elbridge, mercanti provenienti da Bristol, in Inghilterra. A Pemaquid (oggi Bristol). Essi eressero un forte ed un centro commerciale.
Alcuni coloni risalirono il fiume dal villaggio di Pemaquid verso il 1640 per sistemarsi ove ora si trova Damariscotta, ma l'insediamento fu attaccato nel 1676 durante la guerra di Re Filippo e gli abitanti massacrati o costretti a fuggire. Tentativi di ricostruzione si alternarono durante le guerre franco-indiane. La provincia della Baia del Massachusetts costruì Fort William Henry a Pemaquid nel 1692, ma questo venne distrutto nel 1696. Fu rimpiazzato da Fort Frederick, nel 1729, che resistette con successo ai due attacchi finali, ma fu demolito durante la guerra d'indipendenza americana, per impedirne l'occupazione da parte britannica. Con la pace infine, Damariscotta crebbe come centro commerciale. Esso divenne una municipalità indipendente il 15 marzo 1848, staccandosi da Bristol e da Nobleboro.

## Economia
Le prime industrie comprendevano segherie, una fabbrica di fiammiferi ed una conceria. Lungo il fiume si stabilirono numerose fabbriche di laterizi, che fornirono gran parte dei mattoni destinati alle costruzioni intorno alla Back Bay di Boston. Ma fu la cantieristica navale che diede la prosperità a Damariscotta nel XIX secolo allorché nei cantieri della località vennero lanciati i Clipper. 
Durante quel periodo furono eretti numerosi edifici, fini esempi di stile federale, neogreco e neorinascimentale italiano, dando al vecchio porto un fascino particolare che ogni estate attrae frotte di turisti.

## Ambiente
La foce del fiume Damariscotta è la Gran Baia Salata, che è l'area più settentrionale del Nordamerica per l'accoppiamento dei granchi a ferro di cavallo e la prima area marina protetta dello Stato.

## Immagini di Damariscotta

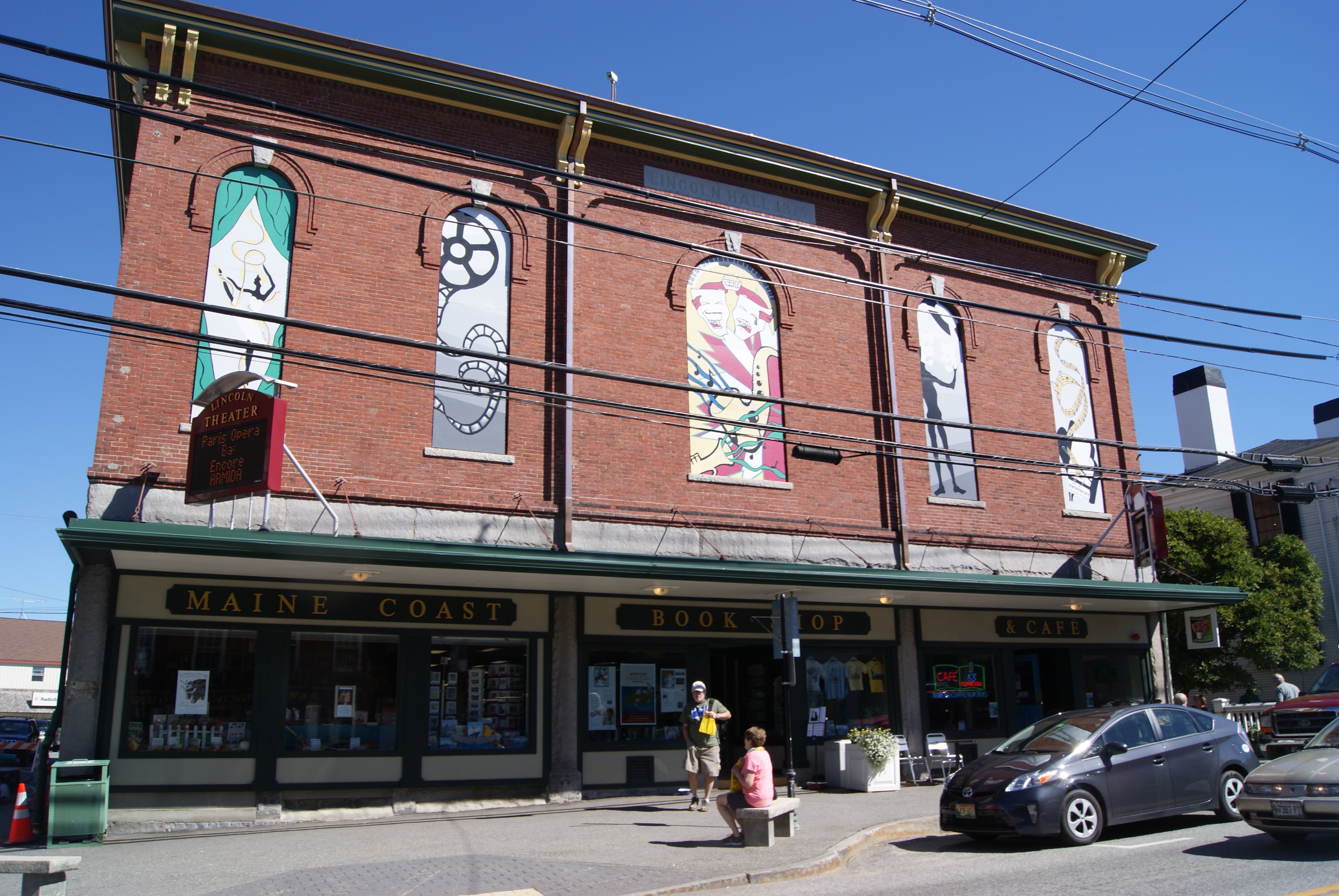
Lincoln Theater e il Maine Coast Bookshop al 158 di Main Street, Damariscotta
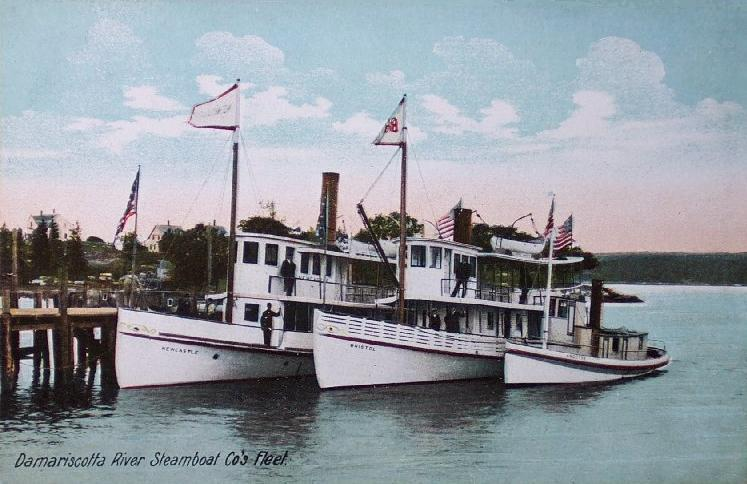
Flotta di vaporetti nel 1906
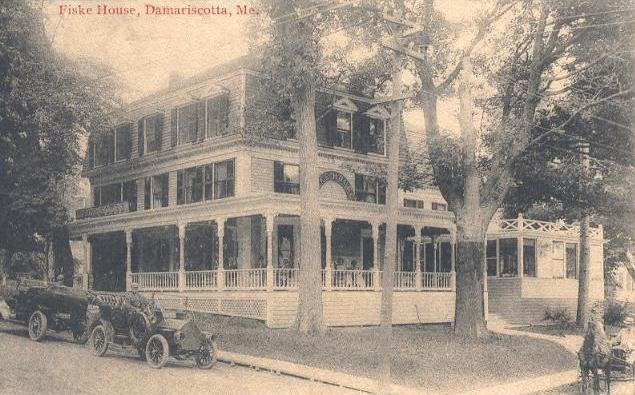
La Fiske House nel 1914
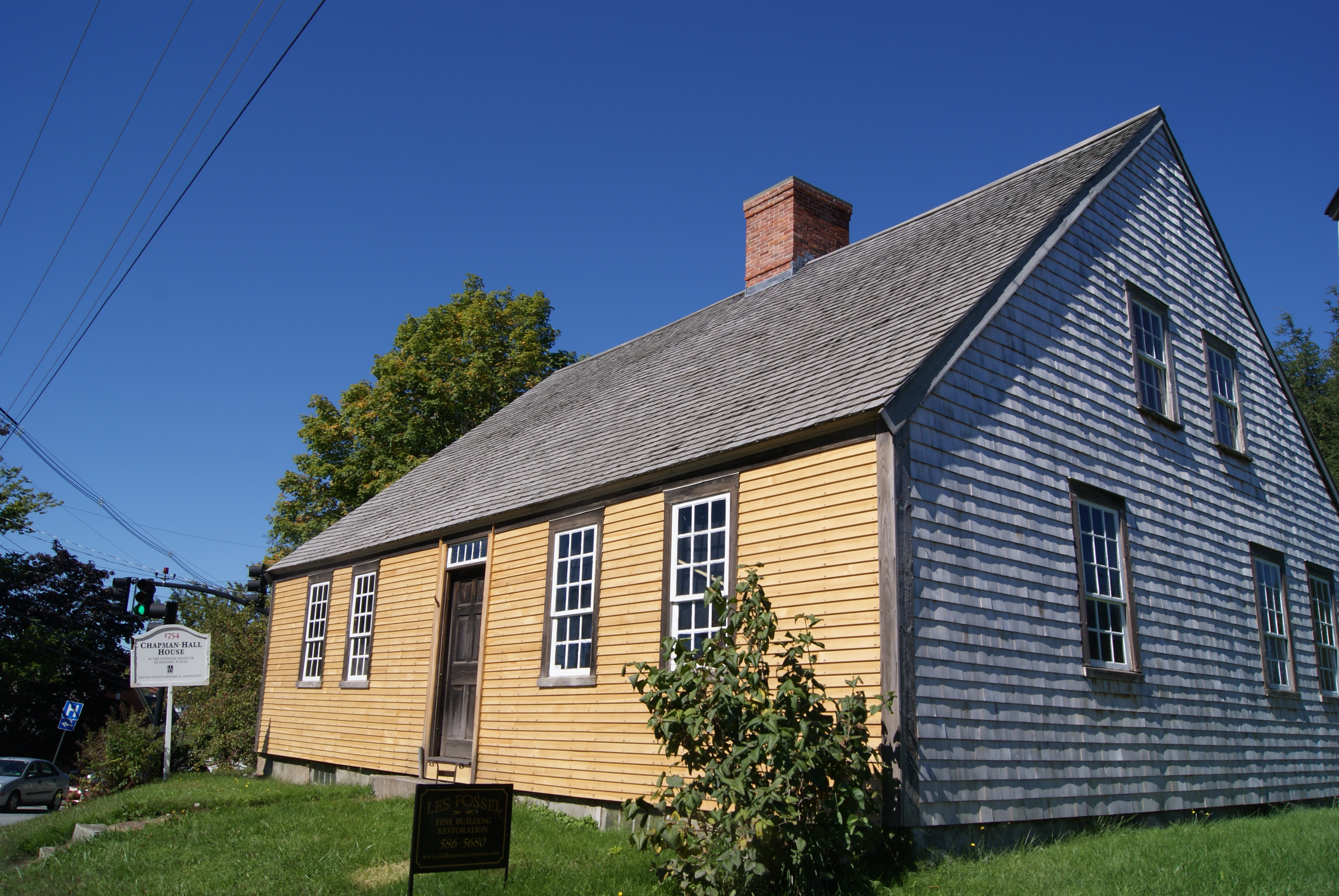
Chapman-Hall House al n. 270 della Main Street. Costruito nel 1754, è l'edificio più antico di Damariscotta ed uno dei più antichi del Maine. È stato classificato nel National Register of Historic Places nel 1970.